# Milaș
Milaș – wieś w Rumunii, w okręgu Bistrița-Năsăud, w gminie Milaș. W 2011 roku liczyła 569 mieszkańców.
We wsi urodził się w 1885 roku Iuliu Hossu, biskup greckokatolicki i błogosławiony Kościoła katolickiego.